# Ryszard Grzegorczyk
Ryszard Paweł Grzegorczyk (ur. 20 września 1939 w Bytomiu, zm. 5 listopada 2021 tamże) – polski piłkarz występujący na pozycji lewego pomocnika, wieloletni zawodnik Polonii Bytom, reprezentant Polski, olimpijczyk z Rzymu 1960.

## Życiorys
W pierwszej lidze w barwach Polonii grał w latach 1958–1971, zaliczając w tych rozgrywkach 302 spotkania. W 1962 po skróconym do jednej, wiosennej rundy sezonie został mistrzem Polski. W 1965 zdobył z Polonią Puchar Rappana oraz Puchar Ameryki. Na początku lat 70. wyjechał do Francji, gdzie grał w RC Lens i klubie z Falaise.
W reprezentacji zadebiutował 28 września 1960 w meczu z Francją, ostatni raz zagrał w 1966. Łącznie w biało-czerwonych barwach rozegrał 23 oficjalne spotkania i strzelił dwie bramki. Znalazł się w kadrze na IO 60, jednak nie zagrał w tym turnieju.
Po zakończeniu kariery pracował jako trener.
Został pochowany na cmentarzu parafialnym w Bytomiu - Miechowicach.